# Adem Mešić
Adem-aga Mešić (23. dhú l-kaʿda 1285/25. března 1869, dříve chybně uváděno i 1867, Tešanj, Osmanská říše – 5. července 1945 Popovača, Demokratická federativní Jugoslávie) byl bosenskohercegovský politik, podnikatel a mecenáš bosňáckého původu. Později byl členem ustašovské vlády Nezávislého státu Chorvatsko pro oblast Bosny během druhé světové války.

## Život
Narodil se do rodiny obchodníka Mehmed-efendiji Mešiće (1830–1882) a Arify Galijašević. Mehmed svoji ženu s malým dítětem krátce po svatbě zapudil, nato žila u svého tchána Halila a po jeho smrti sama se synem, a oženil se znovu s Eminou Ajanović (dříve vdanou za zesnulého Emina Eminagiće a později Derviš-bega Đonlagiće, s nímž se rozvedla). V novém svazku se narodili synové Isa a Hamza a dcery Evla a pohrobek Vasva. Mehmed poslal svého nejstaršího syna za studiem do mektebu, islámské základní školy, v Tešnji a pak do medresy, vyšší islámské školy, v Travniku (1879–1882). Po otcově smrti byl zplnoletěn a žil z dědictví. Roku 1887 se začal věnovat obchodu, když převzal podnikání po svém příbuzném hadži Halilu Mešićovi. Od roku 1891 podnikal pod firmou A. Mešic a Galijašević, od roku 1896 pod firmou Ademaga Mešić a nakonec od roku 1898 pod firmou Braća Mešić, kterou vedl se svým bratrem Hamzou.
Již v 90. letech se pustil do osvětové činnosti a kolem sebe shromáždil liberálně smýšlející muslimskou mládež. Coby úspěšný obchodník se roku 1895 vydal na delší cestu po Balkáně a Malé Asii. Po návratu do vlasti byl zatčen jako osmanský špion a nakonec osvobozen. V této době se přimknul k chorvatské národní ideologii a podporoval sblížení muslimů a katolíků v Bosně a Hercegovině.
Roku 1900 podpořil vznik prvního muslimského kulturního listu Behar (Květ), který vycházel v Sarajevu do roku 1911. Aktivně přispěl k ustavení muslimského podpůrného spolku Gajret (Úsilí). Roku 1905 se zasadil o vznik Islámské akciové tiskárny (Islamska dionička štamparija), která vydávala islámské a mnohé jiné tiskoviny. Zásadně přispěl i ke vzniku periodik Muslimanska svijest (Chorvatské uvědomění) a Hrvatska svijest (Chorvatské uvědomění). Roku 1912 v Sarajevu otevřel chlapecký konvikt.
V roce 1906 v Tešnji spoluzaložil První muslimskou úvěrovou záložnu (Prva muslimanska kreditna zadruga), která se roku 1912 transformovala na Muslimskou obchodní a zemědělskou banku (Muslimanska trgovačka i poljodjelska banka). Roku 1912 dal podnět ke vzniku Muslimské centrální banky (Muslimanska centralna banka za Bosnu a Hercegovinu) s kapitálem 3 milionem korun. Tato banka se roku 1923 sloučila s Chorvatskou národní bankou do Sjednocené národní banky. Roku 1922 založil pojišťovnu Nada (Naděje).
Po vyhlášení habsburské anexe Bosny a Hercegoviny roku 1908 byl členem deputace, vedené sarajevským starostou Esadem Kulovićem, která za tento čin poděkovala císaři Františku Josefovi I. během návštěvy Vídně. Mešić se vedle toho roku 1908 podílel na vzniku a sám vedl provládní Muslimskou pokrokovou stranu (Muslimanska napredna stranka), která se roku 1910 přeměnila na Muslimskou samostatnou stranu (Muslimanska nezavisna stranka). To až ale v jejím čele stál Esad Kulović. Mešić kandidoval do zemského sněmu, ale mandát nezískal. Roku 1911 podpořil sloučení strany s Muslimskou národní organizací, která roku 1910 drtivě vyhrála první volby do bosenského zemského sněmu, do Sjednocené muslimské organizace (Ujedinjena muslimanska organizacija). Roku 1912 za toto politické hnutí úspěšně kandidoval do zemského sněmu v druhé kurii za město Mostar a okolí.
Za první světové války se přihlásil do armády, ale pro vysoký věk nebyl odveden. Formálně sloužil u 7. batalionu (praporu) 2. bosensko-hercegovského regimentu (pluku). Zároveň byl jedním z neformálních velitelů dobrovolnických jednotek, Schutzkorps, které působily v Tešnji.
Po rozpadu Rakousko-Uherska a vzniku Království Srbů, Chorvatů a Slovinců na podzim roku 1918 se stáhl z veřejného života. Byl řadovým členem Jugoslávské muslimské organizace, ale na její chod měl neformální vliv skrze svého zetě Hamzaliju Ajanoviće (1892/1893–1925). Materiálně vypomohl při založení podpůrného spolku Narodna uzdanica (Lidová opora). Roku 1929 odmítl zavedení královské diktatury v Jugoslávii a později také nesouhlasil se vstupem JMO, v této době již zakázané, do Jugoslávského radikálního společenství (JRZ). Sám ostatně stranu opustil roku 1927 pro nesouhlas s jejím zapojením do vlády s radikály. Roku 1935, poté co předseda JMO Mehmed Spaho vstoupil do vlády a spoluzaložil JRZ, inicioval vznik Muslimské organizace (Muslimanska organizacija) při Chorvatské selské straně, tehdy vůdčím hnutí opozice. Hlavní tváří Muslimské organizace se stal Hakija Hadžić, horlivý kroatofil. Organizace roku 1941 podpořila vznik fašistického Nezávislého státu Chorvatsko (NDH), sám Mešić se 8. května (a znovu 20. 7. 1943) stal zástupcem Anteho Paveliće, vůdce NDH, a Hadžić byl jmenován Pavelićovým pověřencem pro Bosnu a Hercegovinu.
V závěru druhé světové války společně s celým vedením NDH uprchl do Rakouska, ale britskou okupační správou byl 17. května 1945 zatčen a následujícího dne vydán zpět do Jugoslávie. Po válce byl souzen. Ve svém závěrečném prohlášení řekl, že je pouze loajálním občanem osmanského sultána, rakouského císaře a jugoslávského krále Karađorđeviće, a zdůraznil svou ochotu pokračovat ve své loajální službě, nyní nové komunistické vládě. 1. června byl odsouzen na doživotí a ztrátu občanské cti, rovněž mu byl zkonfiskován veškerý majetek. Uprostřed léta 1945 zemřel ve vojenské nemocnici v chorvatském městě Popovača.
Mešić přivedl na svět třináct dětí, z nichž jen dvě se dožily zralého věku, mezi nimi syn Osman (*1898) a dcera Nasiha (?–21. dubna 1934, jejím prvním manželem byl od roku 1923 Hamzalija Ajanović, druhým pak od roku 1927 Ibrahim Šahinagić). U obou dětí se v dospělosti rozvinuly duševních choroby.